# Asbjørn Hansen
Asbjørn Hansen (ur. 29 maja 1930 w Sarpsborgu, zm. 25 marca 2017 tamże) – norweski piłkarz występujący na pozycji bramkarza.

## Kariera klubowa
Hansen karierę rozpoczynał w sezonie 1948/1949 w pierwszoligowym zespole Sparta Sarpsborg. W sezonie 1952/1953 zdobył z nim Puchar Norwegii, a w sezonie 1954/1955 spadł do drugiej ligi. W kolejnym awansował jednak z powrotem do pierwszej. W 1958 roku odszedł do drugoligowego Sarpsborg FK, gdzie w 1962 roku zakończył karierę.

## Kariera reprezentacyjna
W reprezentacji Norwegii Hansen zadebiutował 25 czerwca 1952 w przegranym 1:4 towarzyskim meczu z Jugosławią. W tym samym roku został powołany do kadry na Letnie Igrzyska Olimpijskie, zakończone przez Norwegię na pierwszej rundzie. W latach 1952–1961 w drużynie narodowej rozegrał 51 spotkań.